# 野球のビデオ判定
- ビデオ判定 > 野球のビデオ判定

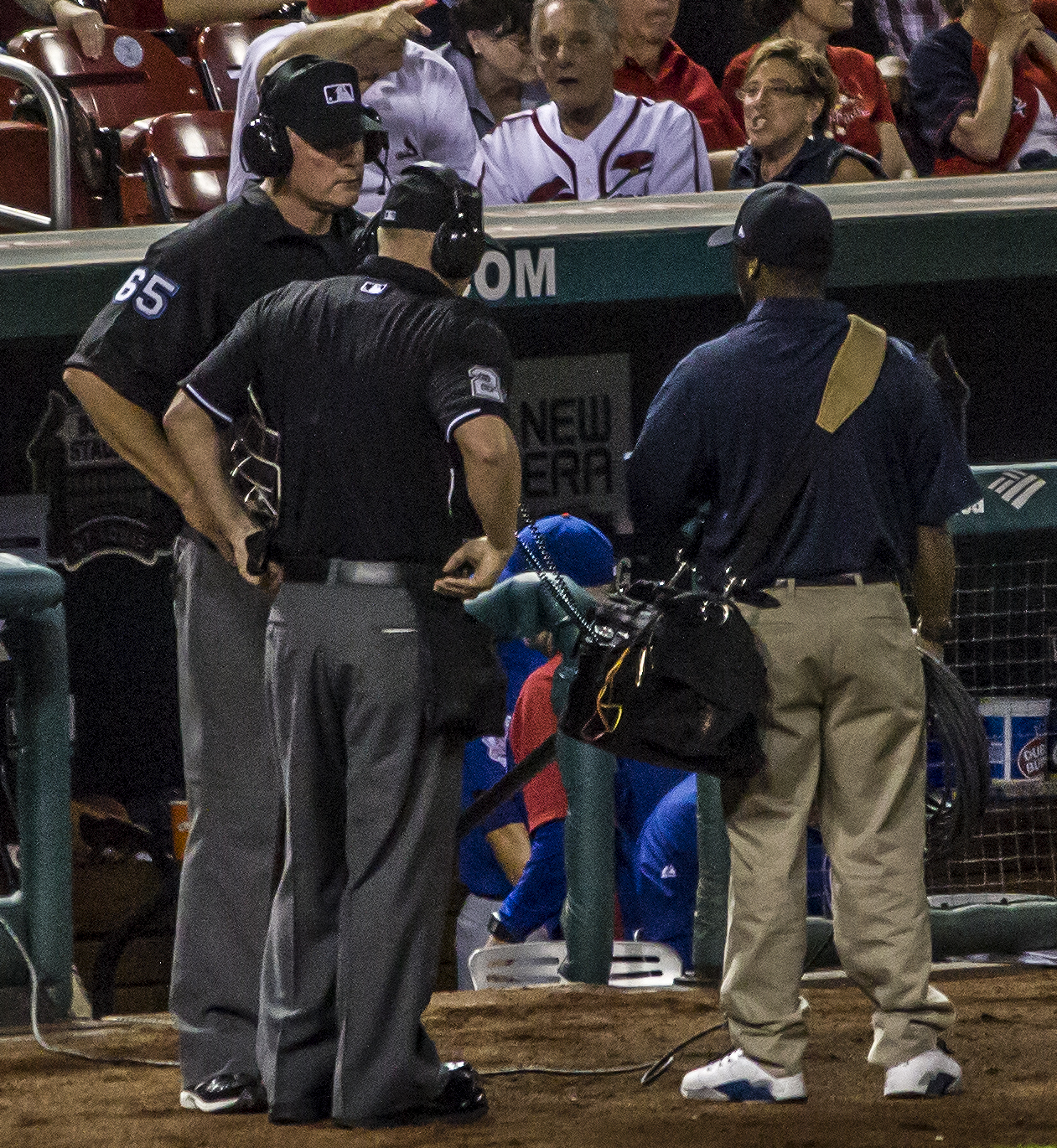
ビデオ判定の結果を待つMLBの審判員たち（2014年）

野球のビデオ判定（やきゅうのビデオはんてい）とは、野球において撮影・録画されたビデオ映像（動画）を活用してビデオ判定を行うことである。ボールインプレイ中は、その後の一連のプレーの選択に影響するため対象とならないが、ボールデッド（ボールを用いたプレーが行われない状態）に限って、直前の判定はビデオ判定が対象可能となる。

## メジャーリーグベースボール

### 経緯
MLBでは、2005年のポストシーズンで疑惑の判定があったことでビデオ判定の導入が考えられた。また、2006年11月15日（現地時間）のGM会議でも、判定検証のためのビデオ導入などが議題にあがった。本塁打の判定、およびフェア・ファウルの判定に用いるという方向で話が進んだ。
そして、2007年11月6日（現地時間）にフロリダ州オーランドで開催されたGM会議において、本塁打の判定に限定したビデオ判定制度の導入が可決された（賛成25、反対5）。ビデオ判定の対象となるのは、フェンス際やポールぎりぎりの際どい本塁打の判定に限られ、打球がポールのどちら側を通過したのか、観客の妨害があったのか、フェンスのどの部分に当たったのか、などを審判が映像で確認することになる。
2008年8月27日、MLBのバド・セリグコミッショナーがビデオ判定を導入することを発表。北米4大プロスポーツリーグで最後の導入となった。初めにチェックを兼ねて28日のオークランド・アスレチックス対ミネソタ・ツインズ戦、ロサンゼルス・エンゼルス・オブ・アナハイム対テキサス・レンジャーズ戦、シカゴ・カブス対フィラデルフィア・フィリーズ戦の3試合で採用され、その他の試合では29日から導入された。
2008年9月3日、トロピカーナ・フィールドで行われたタンパベイ・レイズ対ニューヨーク・ヤンキース戦で、初めてビデオ判定が適用された。6-3とヤンキースのリードで迎えた9回表二死二塁、アレックス・ロドリゲスがトロイ・パーシバルから放った左翼ポール上部への打球を三塁塁審ブライアン・ランジが本塁打とコール。レイズのジョー・マドン監督が抗議し、二塁塁審を務めていたチャーリー・レリフォード主任審判員がビデオ判定の適用を決めた。違う角度からの複数の映像を検証した結果、打球がポールの内側を通ったことを確認。判定は覆らず本塁打となった。中断時間は2分15秒であった。なお、アレックス・ロドリゲスはこの本塁打で通算549本塁打となり歴代単独12位に浮上した。
2008年9月19日、ビデオ判定で初めて判定が覆された。同じくトロピカーナ・フィールドで行われたタンパベイ・レイズ対ミネソタ・ツインズ戦の4回裏一死一、二塁の場面で、レイズのカルロス・ペーニャの打球が右翼フェンス上部付近に当たりグラウンドへ落ちた。一塁塁審マイケル・ディミューロはファンが触ったとして二塁打と判定したが、ジョー・マドン監督が抗議しビデオ判定となった。4分10秒の検証の結果、二塁打から3点本塁打に訂正された。ビデオ判定が導入されてから3度目の適用例であった。
なおビデオ判定が2008年8月に導入されて以降100本以上が対象となっている。
2010年6月2日にアーマンド・ガララーガの幻の完全試合が発生し、ビデオ判定の適用範囲拡大についての議論が活発化した。

### チャレンジ制度の導入
2014年からは拡大されチャレンジ方式が採用された。チャレンジ用のスタジオをニューヨークに設置し、30球場それぞれに7 - 12台設置されたカメラの映像を一括管理。1日8人の分析担当審判員が各球場の審判員と連絡を取り合い判定を行う。監督は失敗するまでは何度も判定に異議を申し立て、ビデオ判定を要求できる権利が与えられる（ポストシーズンの場合は2回失敗するまで権利が残る）。ボール、ストライクの判定は対象にならない。チャレンジの要請はタイムをかけてから20秒以内に行わなければならない。また、チャレンジを実行してから2分以内に判定が決まらなかった場合は判定は変わらずそのままとなる。
なお、この場合のチャレンジとは「挑戦」ではなく、「異議申し立て」（アピールと同義）を意味する。
なお、走塁ミスでアピールプレイの対象となる場合、そちらのルールが優先される。アピールを受けた審判の判断でビデオを見ることもあるが、アピールすべき時機はチャレンジと異なり、回数制限にも含まれない。

## 日本プロ野球

### 導入までの経緯
日本野球機構（NPB）管轄のプロ野球では、現場や各球団関係者から相当数の要望があったが、長らく導入されなかった。2006年6月11日の千葉ロッテマリーンズ対読売ジャイアンツ戦で、李承燁の本塁打が取り消しになったことをきっかけとして、巨人がビデオ判定の導入を訴えたことにより、9月28日のコミッショナー事務局で開かれた事業委員会（委員長：清武英利巨人球団代表）でビデオ判定の一部導入が議論された。その後、10月2日のプロ野球実行委員会で12球団に提案され、特に異論はなく導入される運びとなり、2007年のオープン戦で本塁打の判定に関してビデオ判定を試験導入する予定であった。
予定では、審判員控え室にモニターのある球場でのテレビ中継のある試合に限って、予備審判を置き判定の補助を行うことになっていた（この試験導入に先駆けて2006年の日米野球でも試験導入された）。しかし、審判員控え室にモニターの設置されていない球場が2006年時点では3球場（ナゴヤドーム、横浜スタジアム、明治神宮野球場）あったことから、2007年3月6日に開催された実行委員会で、2007年度の試験導入は見送りとなった。以降は、モニターの設置を急ぎ、予備審判が映像などをチェックすることで、判定技術の向上に役立てることにした。
その後2009年7月6日に開催されたセントラル・リーグの理事会で、モニターの設置が済んでいない3球場にも装置を設置し、同年8月11日から試験的に導入されることとなり、同年11月11日に開催されたセ・リーグの理事会にてビデオ判定が2010年のシーズンから、本塁打に限り正式に導入されることが決定した。
一方のパシフィック・リーグは導入に消極的であったが、同年12月7日の理事会で2010年のシーズンから本塁打に限りビデオ判定を導入することを決め、セ・パ両リーグがビデオ判定を同じ運用方法で行い、交流戦でも実施されることとなった（本拠地球場のみ適用）。
ビデオ判定は試合担当の4審判のうち、判定した当該審判と責任審判（基本的には、NPB審判部が選定した8人のクルーチーフ、2018年より”審判長補佐”に就任した橘高淳、この9人の中で誰かが兼務するが、彼らが担当しない、もしくはクルーの中に含まれていない試合では審判団4人の年長者や4人の中の責任審判が兼務する取り決めになっている。球審と二塁塁審が兼務する傾向が高い）は必ず参加、残り二人から一人計3審判（残った一人は場内説明や球場の監視を行いグランドに残る）と待機している予備審判を含め4人でモニターを確認して判定しているが、2015年シーズンのビデオ判定での誤審（後述）が順位を左右したことを受け、リーグ統括が判定に加わるなどの対策を始めることが報じられた。また、リクエストがあった際のアナウンスについては2018年度は一人残った審判員が場内にアナウンスをしていたが、2019年シーズンからは球場によって多少の差違はあるものの、基本的にウグイス嬢やスタジアムDJにアナウンスを委託する形に変更されている。
なお、フェンス際の打球など判定を決めかねるプレーが発生した際には、監督からのリクエスト権行使がなされていなくても審判団が独自でビデオ判定を行うケースもある。

### 導入後
運用方針としては当該試合の責任審判が必要と判断したときのみ行なわれることになっており、審判が誤審の可能性を自ら認めてそれを自己申告する必要がある点で「自首制度」、「審判の判定への信頼性、権威を、著しく貶めることになるのではないか」と制度に関する抵抗を取り沙汰する報道も確認される。
適用第1号は、2010年3月27日、読売ジャイアンツ対東京ヤクルトスワローズ戦（東京ドーム）における9回表にアーロン・ガイエルの放った打球で、バックスクリーン付近のフェンスに当たったため、当初はインプレーとして二塁打と判定されたもの。後にビデオ判定により「オーバーフェンスしていた」として本塁打に訂正された。パ・リーグ適用第1号は、翌28日のロッテ対北海道日本ハムファイターズ戦（千葉マリンスタジアム）の7回裏に西岡剛が打った右翼ポール際の打球で、こちらはビデオ判定後も当初の判定のまま（本塁打）となった。
一方、ビデオ判定により本塁打が取り消された初のケースとなったのは、同年5月1日の広島東洋カープ対中日ドラゴンズ戦（MAZDA Zoom-Zoom スタジアム広島）の6回表に和田一浩が打った左翼ポール際の打球（この打球はポールの上空を通過したため、即座の判断が難しい打球であった）。また、その逆にビデオ判定によりファウルが取り消され本塁打となった初のケースは、同年5月13日の横浜ベイスターズ対ロッテ戦（横浜スタジアム）の6回表に福浦和也が右翼ポール際へ放った打球であった。
なお、ビデオ判定に使用される映像についての統一ルールはなく、当日の試合を中継しているテレビ映像を見て判断される。また、使用するテレビについても統一ルールはないため、各球場に設置されているものを見て判定している。京セラドーム大阪では、2010年開幕直後に岡田彰布からの要請を受けて、それまでのブラウン管テレビから液晶テレビに取り替えられている。2012年の横浜スタジアムでは「日本野球機構から提供された家庭用のビデオデッキ」と「16インチの小型テレビ」が使用されており、「コマ送りをすると画像が粗くなる」という状況で判定が行われ、映像では分からなかったために最初の判定通りファウルと判定されることとなった。その後、プロ野球実行委員会でビデオ判定をより正確にするために本拠地球場の映像はデジタル化する方針が決まった。
2013年12月の実行委員会で、2014年度から本塁打以外のフェンス際の飛球に関しても、ビデオ判定を導入する方針となった。
2016年より本塁クロスプレーにもビデオ判定が導入されることとなった。本塁クロスプレーでビデオ判定が用いられるケースの多くはコリジョンルールが適用されるか否かという事例である（コリジョンルール関係のビデオ判定適用事例は同記事に詳しい）が、同年の日本シリーズ第2戦など、純粋にクロスプレーの判定に用いられるケースも存在する。
2017年8月16日、阪神タイガース対広島カープ戦にて岩本貴裕のフェンス直撃のファウル判定にビデオ判定が用いられた。リーグでの申し合わせにより本塁打以外のフェア・ファウルの判定にもビデオ判定が適用される事が明らかになった。

### リクエスト制度の導入
MLBで導入されているチャレンジ方式については、12球団監督からの要望は多いものの「すべてをリプレーに頼るのは審判員の技術向上に逆行する」と審判側の慎重な意見もあり、長らく導入には至っていなかった。
しかし2018年シーズンより「監督が審判の判定に異議がある場合、ビデオ映像によるリプレー検証を求めることができる」という新ルールが施行されることとなった。こちらのビデオ判定の名称は「チャレンジ」ではなく「リクエスト」となっている。変えた理由については「チャレンジは挑発的な表現だが、あえてやわらかい表現にした」とのこと。基本的なルールはMLBと同じで、監督がリクエスト権を行使できる回数は1試合につき2度（延長戦に入った場合は繰り越さずに1イニングに1度）。ダグアウトから出て来て両手で長方形を描くスクリーンのサインを送ることで発動される。リプレー検証の結果判定が覆れば回数は2度のまま継続、判定通りなら1度ずつ権利が減る。また、リクエストを受けた審判は、5分以内にリプレー検証を済ませて判定を示さなければならない。判定を覆せる材料がなかった場合は当初の判定が優先される。リクエスト権を行使できるのは監督のみであり、選手・コーチはリクエストすることはできないが、監督にリクエストするようアピールすることは可能である。ただ、最終的にリクエスト権を行使するかどうかは監督の判断となる。
一方、ビデオ判定環境に関しては、MLBではビデオ判定のためのカメラを独自に30球団の本拠地球場に設置、1球場につき約12台も増設されたカメラから送られてくる映像を、ニューヨークのオペレーション・センターでビデオ専門の判定員が見極め、最終的なジャッジを下して球場の審判に伝えているのに対し、日本で判定に用いられるのはテレビ中継の映像のみで、現場の審判たちが自分の目で確認する。そのため、リクエストの要求があった場合でも映像がなく確認できない場合は判定通りとし、リクエスト行使の回数もノーカウントとなる。なお、この際、判定を下した当該審判員は検証に加わらないことになっている。
リプレー検証を求めることができるのは本塁打とファウルボール、各塁におけるアウトかセーフかだけで、以下のプレーはリクエストを行使できない。また、リプレー検証後の判定が最終的なものであるため、なおも異議を唱えた場合は、監督と異議を唱えた者が退場となる。
- 投球判定（ストライク、ボール）。ただし、死球か否かのリクエストは可能。
- ハーフスイング
本制度とは関係なく、塁審にスイングの判定を求めることができる。
- 自打球
- インフィールドフライ
- 審判員（塁審）より前方の打球のフェア or ファウル
- ボーク

リクエストの適用第1号は、2018年3月30日の東京ドームで行われた読売ジャイアンツ対阪神タイガースの開幕戦。2回一死、長野久義が右翼ポール際に放った大飛球がファールと判定され、巨人監督の高橋由伸が行使したが、判定は覆らなかった。リクエストの成功第1号は、同日に行われた対東北楽天ゴールデンイーグルス戦での千葉ロッテマリーンズである。1回、併殺を狙ったプレーで、一塁塁審の秋村謙宏はセーフの判決を下したが、ロッテ監督の井口資仁がリクエストを行使。検証で覆り、併殺成立となった。
また2019年シーズンからは、リクエスト対象に「本塁での衝突プレー（コリジョンルール適用対象）」「併殺崩しの危険なスライディング」「頭部死球（ビーンボール、危険球）を巡る判定」が追加された。
2020年シーズンからは、飛球や送球の正規捕球（完全捕球。一度グラブに入った後にボールを落とした場合など）についても対象となった。
2021年のオールスターゲームでは、第2戦（楽天生命パーク）の7回裏に走者の3塁アウトを巡って原辰徳監督がリクエストを行使し、判定がセーフからアウトに覆った。
2022年8月3日に行われた、東京ドームでの読売ジャイアンツ対阪神タイガースの試合では、一つのプレーで両チームの監督がともにリクエストを行使するという珍事があった（7回表1死1塁の場面で、ショートゴロによりセカンドでのフォースアウトのプレーについて、阪神はアウト判定に対するリクエストを、巨人は1塁ランナーの走塁が守備妨害に該当するかどうかのリクエストを、それぞれ行使）。
このほか、ワンプレーで2回連続してリクエストを要求するケースもあった。

## 韓国プロ野球
韓国プロ野球では2009年シーズンから本塁打性打球に限り導入していたが、2014年7月22日、シーズン後半戦から「審判合意判定制度」という名で、1試合に各チーム一度だけ（成功した場合は継続）判定に異議申し立てを要請出来るチャレンジ制ビデオ判定が導入された。大リーグのようなチャレンジ制度専用の本部やカメラを設置することは難しいため、テレビ放送局の中継映像を見て判定する方法が用いられている。
しかし中継映像に依存するため、放送局によっては映像の画質も変動し、中継カメラで詳細なプレーを把握するには限界がある。重要なプレーを捉えられていなかった場合、放送社に非難が殺到する恐れがあるという意見も提起されている。
1シーズンを通して実施された2015年は、リーグ全体で408回の合意判定要請がなされ、159回もの判定が覆った。成功率は約39%に及ぶ。
2016年からは合意判定の可否に関わらず、1試合に二度使用することが可能となった。
1. 判定後、30秒以内（スリーアウト目の場合は10秒以内）に監督が合意判定を要請すれば、4審判が中継映像を見て判定する。
2. 合意判定の要請可能回数は各チーム2回に限られており、判定の可否に関わらず、これ以上の要請機会は与えられない。
3. ホームラン性の打球に対するビデオ判定は従来同様、回数制限を設けない。
上記の内容を了承の上、判定要請が可能な対象は次のような例に定められている。
- 本塁打性打球のホームラン/ヒット/ファウル(2009年 - )
- ファウルチップを含む野手の捕球
- 外野のファウルライン周辺に落ちた打球のファウル/フェア
- フォースプレー状況下でのアウト/セーフ
- 打者のスイング/ファウル(2016年 - )
- ホームプレート付近での衝突プレー(2016年 - )
- 高尺スカイドーム限定ローカルルール 天井に打球が当たったり、挟まったりしたかどうかの可否(2016年 - )

## 導入後の誤審

### MLBでの事例
MLBでは、2015年5月13日のロサンゼルス・ドジャース対マイアミ・マーリンズ戦4回、ドジャースのハウィー・ケンドリックが放ったライトへの浅いフライに対し、マーリンズのジャンカルロ・スタントンがダイビングキャッチを試みた。判定は直接キャッチしたとしてアウトになったが、ドジャースはチャレンジを要求。しかし、ビデオ判定でも判定は覆らず、なおも抗議したドジャース監督のドン・マッティングリーは退場処分を受け、試合はドジャースが1点差で敗れた。その後MLB機構が再確認したところ、打球は捕球前にグラウンドでバウンドしている事が判明。翌日に誤審を認め、ドジャース側に謝罪した。この件について、マッティングリーは「審判に責任はない。責任はニューヨークのオペレーション本部にある」と語った。

### NPBでの事例
- 2015年9月12日の阪神タイガース対広島東洋カープ（阪神甲子園球場）の延長12回表に、田中広輔が放ったセンターへの打球が、フェンスを越えた所に張られた観客が上らないよう設置されたワイヤー（通称忍者返し）に跳ね返り、グラウンド内へ戻った。審判はこれをフェンス上段に当たった三塁打と判定し、広島側の求めに応じたビデオ判定が行われた後も、結果は覆らなかった。その後後続が倒れ無得点となり、12回裏の阪神の攻撃でも得点が入らず、試合は引き分けとなった。9月14日にNPBは「実際はホームランだった」として誤審を認めた[36]。機構は「審判がワイヤーに当たって跳ね返ることを想定しておらず、フェンスの上段に当たったと思い込んでしまった」と説明した。一方で記録の訂正は行われず、試合結果も引き分けで確定した。同年10月7日に行われた対中日ドラゴンズとのシーズン最終試合に広島は負けてセ・リーグ4位となったが、先の試合でもし広島が勝っていれば、ゲーム差は無いものの、対戦成績の差で阪神に代わって3位となるだけでなく、クライマックスシリーズにも出場できる計算になるため、結果論ではあるが影響は大きいと言える[37]。
- 2018年6月22日のオリックス・バファローズ対福岡ソフトバンクホークス（ほっともっとフィールド神戸）の延長10回表に、中村晃が放ったライトポール際の打球がファウルと判定された。打った中村本人はファウルだと納得して打席に戻り、その様子を見たソフトバンクの監督の工藤公康もリクエストを行使しないつもりでいたが、打撃コーチの藤本博史が念のためにリクエストを行うように提案[38]。工藤がリクエストを要求し、リプレー検証の結果判定が覆りホームランとなった。試合はソフトバンクがそのホームランで挙げた2点を守り切り勝利した。オリックスの監督の福良淳一は「誰が見てもファウル」と判定に対して試合終了後も審判団に抗議、福良と審判団が審判控室で映像を検証した結果、責任審判の二塁塁審を務めていた佐々木昌信は試合終了1時間後に報道陣に対し誤審であったことを認め、NPBに対しても報告することを発表した[39]。提訴試合にはならず、本塁打や試合の勝敗は訂正されなかった[40]。
- 2025年5月27日の中日ドラゴンズ対ヤクルト（神宮球場）の8回表、一塁に福永裕基がいる状態で、中日川越誠司が放ったライトポール際の打球を一塁塁審がファールと判定され、リクエストを要求した。しかし、リプレーの結果、判定が覆らなかった[41]事から、中日監督の井上一樹が抗議する事態に発展した（試合は1-2でヤクルトの勝ち）。翌28日に中日球団側がホークアイの画像を証拠としてNPBに抗議書を提出[42]し、30日にNPB側から「本塁打たる映像を確認し、今後リプレー検証の制度改善を検討する」との回答を得た[43]事を発表した事で、事実上誤審を認めた。

## その他
学生野球・社会人野球では2011年現在、都市対抗野球大会・選抜高等学校野球大会・全国高等学校野球選手権大会をはじめどの大会でも導入されていない。
なお、現行の野球規則上は、ルール解釈に誤りがあった場合を除き、一度下された審判の判定は終局のものであり覆らないとされている。